# ČSD-Baureihe 434.2
Die ČSD-Baureihe 434.2 ist eine Güterzug-Schlepptenderlokomotive der ehemaligen Tschechoslowakischen Staatsbahnen (ČSD). Die Lokomotiven entstanden durch einen Umbau aus Lokomotiven der Baureihe 434.0 (vormals kkStB 170).

## Geschichte

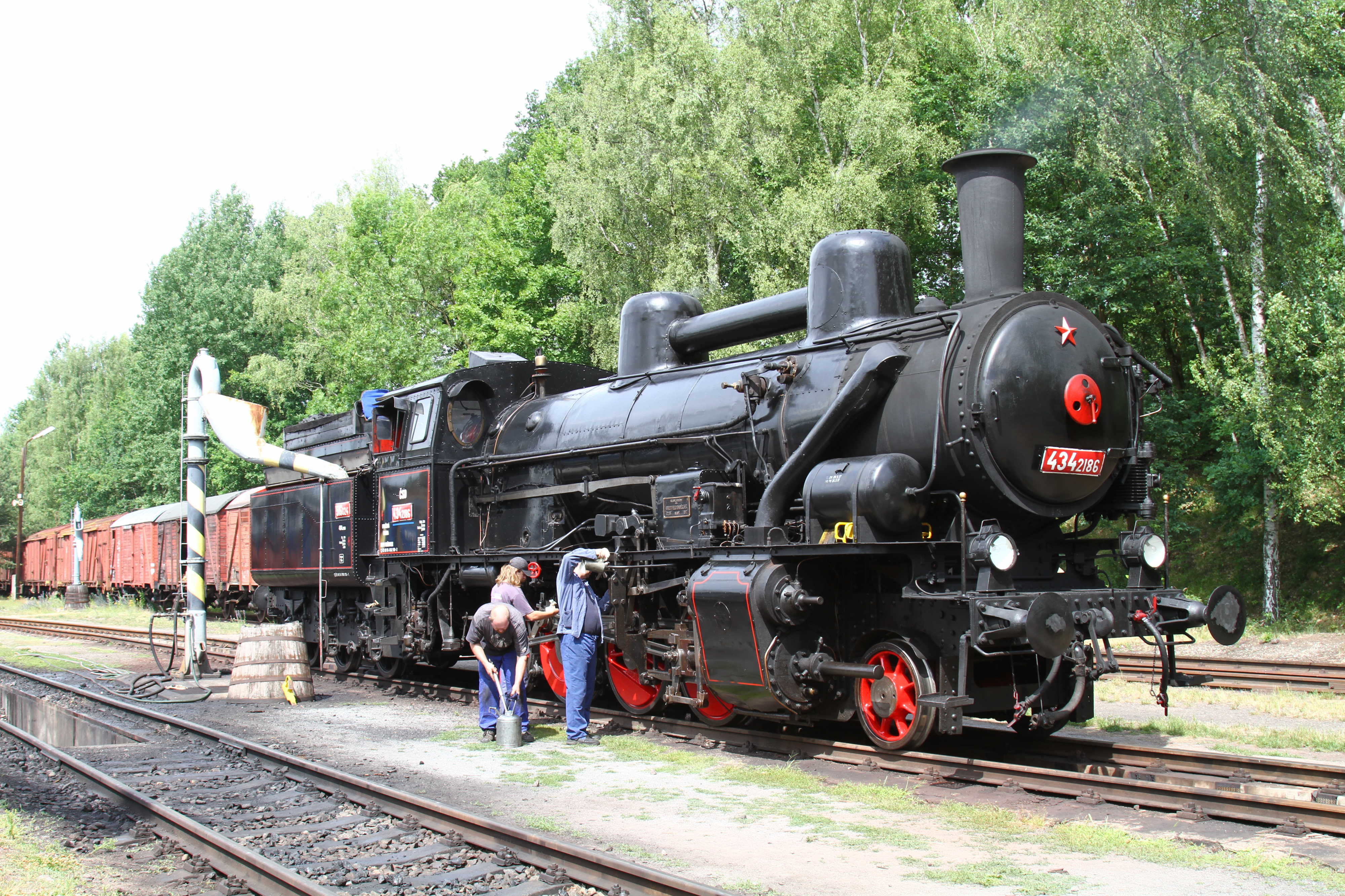
434.2186 am Wasserkran im Eisenbahnmuseum Lužná u Rakovníka

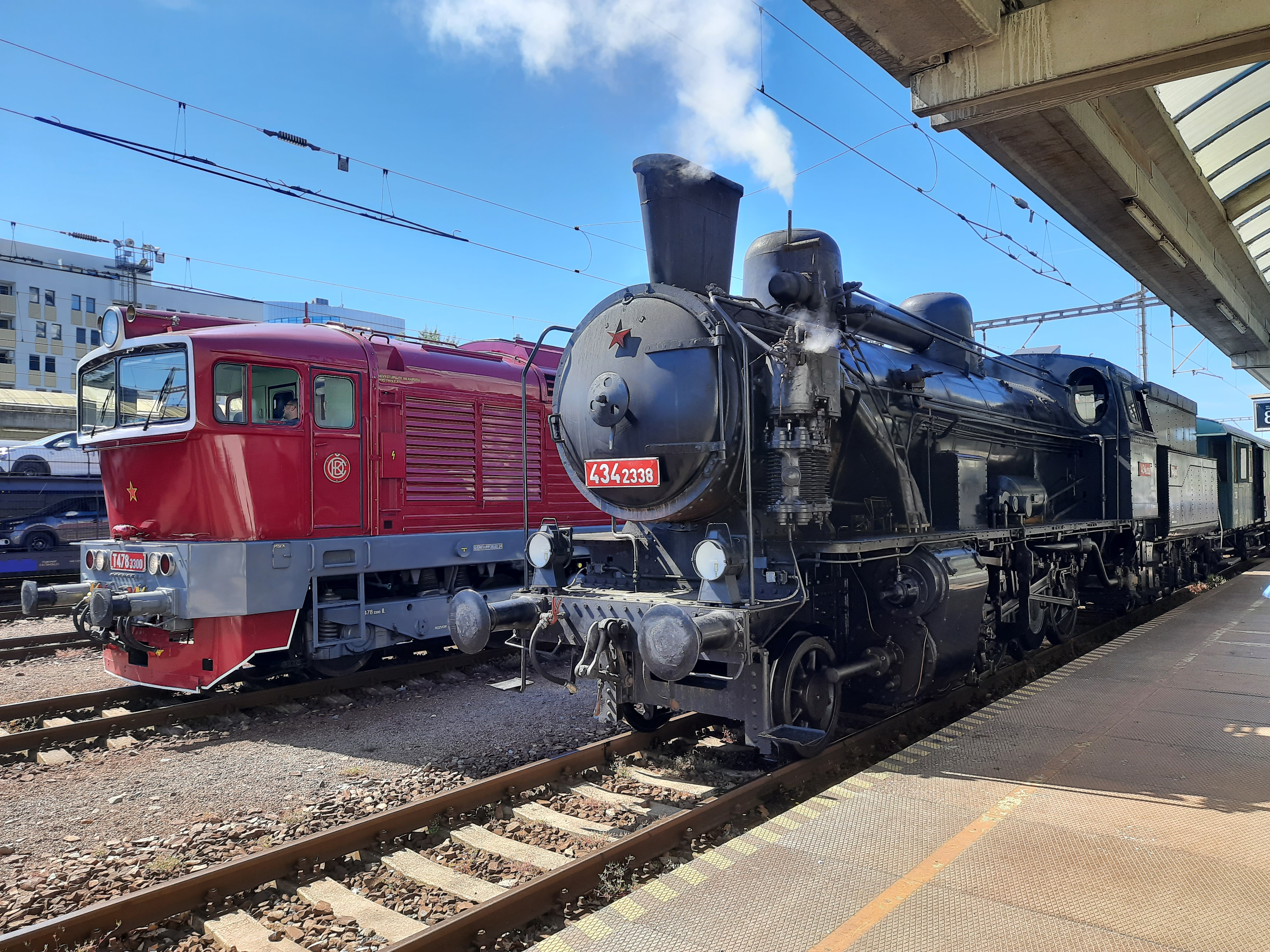
434.2338 in Bratislava-Petrzalka

Bei der Aufteilung des Fuhrparks der k.k. Staatsbahnen nach dem Ersten Weltkrieg wurden den ČSD 306 Lokomotiven der Reihe 170 zugesprochen. Von 1919 bis 1921 kamen nochmals 71 neu gebaute Maschinen hinzu. Diese bei den ČSD als Reihe 434.0 eingeordneten Lokomotiven waren somit in großer Stückzahl vorhanden, konnten allerdings wirtschaftlich nicht überzeugen. Deshalb wurden 1924/25 von den Škoda-Werken in Plzeň 9 Maschinen umgebaut. Ziel des Vorhabens war die Leistungssteigerung durch den Umbau von einer Naßdampf-Verbundmaschine zu einer Heißdampf-Zwilling-Lokomotive, wofür die Maschinen einen Überhitzer und neue Zylinder mit Kolbenschiebern sowie einen neuen Schornstein erhielten. Auffällige optische Merkmale waren die für den Einbau des Überhitzers nach vorne verlängerte Rauchkammer und die von dort nach hinten gekrümmten Einströmrohre. 
Das Ergebnis dieses Umbaus war eine Leistungssteigerung der Maschine um fast 20 %. Daher wurden bis 1947 weitere 345 Lokomotiven in den verschiedensten Werkstätten modernisiert. Diese Maschinen taten besonders in Nymburk, Louny und Plzeň im Güterverkehr  Dienst. Die Lokomotiven zogen in der Ebene 1400-Tonnen-Güterzüge mit 60 km/h. Ein Beispiel für ihr Einsatzgebiet waren die 150 Achsen starken Bauxit-Ganzzüge von Ungarn nach Lauta auf der Bahnstrecke Bakov nad Jizerou–Ebersbach im Lausitzer Gebirge, gefördert von drei Maschinen der Reihe 434.2 (Vorspann- und Schiebelokomotive).
Nach dem Zweiten Weltkrieg wurden die Lokomotiven ein zweites Mal umgebaut; in den sechziger Jahren erhielten viele von ihnen einen Giesl-Ejektor, der die Leistungsfähigkeit der Maschinen noch einmal steigerte. Das war auch der Grund, weshalb die Maschinen viele jüngere Konstruktionen überlebten und erst im Jahr 1980 endgültig ausgemustert wurden. 
Vom Personal erhielt die Reihe den Spitznamen „Čtyřkolák“, was sich sinngemäß mit „Vierkuppler“ übersetzen lässt. Erhalten blieben die Lokomotiven 434.2298 im Technischen Nationalmuseum in Prag, 434.2186 als betriebsfähige Museumslokomotive der ČD, 434.2218 im Eisenbahnmuseum Lužná u Rakovníka sowie 434.2338 (mit Giesl-Ejektor) in der Slowakei.